# Listă de materiale semiconductoare
Materialele semiconductoare sunt izolatoare la zero absolut dar conduc electricitatea, într-o anumita măsură, la temperatura camerei. Proprietatea definitorie a materialului semiconductor este aceea că poate fi dopat cu impurități care îi alterează,într-un mod controlabil, proprietățile electronice.
Din cauza faptului că materialele semiconductoare sunt elemente esențiale ale dispozitivelor electronice precum tranzistorul și laserul cu semiconductori, activitatea de cercetare pentru descoperirea unor noi materiale semiconductoare și de îmbunătățire a celor existente este un domeniu de cercetare important în cadrul disciplinei Știința Materialelor.
Cele mai utilizate materiale semiconductoare sunt materialele solide cristaline anorganice. Aceste materiale pot fi clasificate în funcție de grupele tabelului periodic în care se încadrează fiecare element chimic component.
Lista materialelor semiconductoare

## Grupa IV
- - Diamant (C)
  - Siliciu (Si)
  - Germaniu (Ge)

- - carbura de siliciu (SiC)
  - Siliciu-germanium (SiGe)

Semiconductorul este un material a cărui rezistivitate este cuprinsă între cea a conductoarelor și izolatoarelor. Un câmp electric poate schimba rezistivitatea semiconductorilor. Dispozitivele fabricate din materiale semiconductoare sunt baza electronicii moderne, fiind părți componente în radiouri, computere, telefoane și multe altele. Dispozitivele semiconductoare sunt: tranzistorul, celulele solare, mai multe tipuri de diode, inclusiv dioda luminiscentă și circuite integrate. Panourile solare fotovoltaice sunt dispozitive semiconductoare care transformă energia luminii în energie electrică. Într-un conductor metalic, curentul este reprezentat de fluxul de electroni. Într-un semiconductor curentul este reprezentat fie de fluxul de electroni fie de fluxul de "goluri" din structura electronică a materialului.

## Grupa III-V
- III-V semiconductori
  - Antimoniura de aluminiu (AlSb)
  - Arseniura de aluminiu (AlAs)
  - Nitrura de aluminiu (AlN)
  - Fosfura de aluminiu (AlP)
  - Nitrura de bor (BN)
  - Fosfura de bor (BP)
  - Arseniura de bor (BAs)
  - Antimoniura de galiu (GaSb)
  - Arseniura de galiu (GaAs)
  - Nitrura de galiu (GaN)
  - Fosfura de galiu (GaP)
  - Antimoniura de indiu (InSb)
  - Arseniura de indiu (InAs)
  - Nitrura de indiu (InN)
  - Fosfura de indiu (InP)

- III-V aliaje ternare semiconductoare
  - Aluminiu galiu arseniură (AlGaAs, AlxGa1-xAs)
  - Indiu galiu arseniură (InGaAs, InxGa1-xAs)
  - Indiu galiu fosfură (InGaP)
  - Aluminiu indiu arseniură (AlInAs)
  - Aluminiu indiu stibiură (AlInSb)
  - Nitroarseniura de galiu (GaAsN)
  - Fosfoarseniura de galiu (GaAsP)
  - Aluminium galliu nitrură (AlGaN)
  - Aluminium galliu fosfură (AlGaP)
  - Indiu galiu nitrură (InGaN)
  - Indiu arsenostibiură (InAsSb)
  - Indiu galiu stibiură (InGaSb)

- III-V aliaje cuaternare semiconductoare

- III-V aliaje 5-are semiconductoare
  - Galiu indiu nitroarsenostibiură (GaInNAsSb)
  - Galiu indiu fosfoarsenostibiură (GaInAsSbP)

## Grupa II-VI
- II-VI semiconductori 
  - Seleniura de cadmiu (CdSe)
  - Sulfura de Cadmiu (CdS)
  - Telurura de cadmiu (CdTe)
  - Oxid de zinc (ZnO)
  - Seleniura de zinc (ZnSe)
  - Sulfura de zinc (ZnS)
  - Telurura de zinc (ZnTe)

## Grupa I-VII
- I-VII semiconductori
  - Clorura cuproasa sau Monoclorura de cupru (CuCl)

## Grupa IV-VI
- IV-VI semiconductori
  - Seleniura de plumb (PbSe)
  - Sulfura de plumb (PbS)
  - Telurura de plumb (PbTe)
  - Tin sulfide (SnS)
  - Telurura de staniu (SnTe)

## Grupa V-VI
- V-VI semiconductori
  - Telurura de bismut (Bi2Te3)

## Grupa II-V
- II-V semiconductori
  - Fosfura de cadmiu (Cd3P2)
  - Arseniura de cadmiu (Cd3As2)
  - Antimoniura de cadmiu (Cd3Sb2)
  - Fosfura de zinc (Zn3P2)
  - Arseniura de zinc (Zn3As2)
  - Antimoniura de zinc (Zn3Sb2)

## Semiconductori strat
- - Diiodura de plumb (PbI2)
  - Disulfura de molibden (MoS2)
  - Seleniura de galiu (GaSe)
  - Staniu sulfură (SnS)
  - Sulfura de bismut (Bi2S3)

## Altele
- - Cupru indiu galiu seleniură (CIGS)
  - Siliciura de platină (PtSi)
  - Iodura de bismut (BiI3)
  - Iodura de mercur (HgI2)
  - Bromura de taliu (TlBr)

- Diverși oxizi
  - Dioxid de titan: anatase (TiO2)
  - Oxid cupros (Cu2O)
  - Oxid cupric (CuO)
  - Dioxid de uraniu (UO2)
  - Trioxid de uraniu (UO3)

- Semiconductori organici

- Semiconductori magnetici